# Prisión de Las Oblatas de Tarragona
La prisión de Las Oblatas de Tarragona, fue una cárcel española para mujeres desde 1939 hasta 1943, bajo la dictadura de Francisco Franco. 

## Historia
Las cárceles fueron un elemento clave en la represión franquista, además de los campos de concentración y los batallones de trabajadores. En 1940, según el Ministerio de Justicia, el número de presos era de 280 000, de los cuales 17 800 eran mujeres.
El convento de las Oblatas fue un convento habilitado como prisión situado en el antiguo asilo del Espíritu Santo, en la calle Portal del Carro de la Parte Alta de Tarragona. Las primeras presas fueron encerradas en la cárcel de Pilats, en la sala cuarta, pero después fueron trasladadas al convento habilitado como cárcel, el de Las Oblatas. El 6 de junio de 1939 ingresaron en la cárcel convento 150 presas. El 4 de agosto ingresaron 293 mujeres procedentes de Madrid.
En 1941, la mayoría de las internas, un 54,6 %, estaba acusada de delitos relacionados con la seguridad del Estado, como auxilio a la rebelión, adhesión a la rebelión, espionaje, asociación clandestina o propaganda. Otro 20,3 % cumplía condena por delitos "contra la moral", como adulterio, aborto, infanticidio o blasfemia, mientras que el 10,3 % estaba acusada de delitos económicos, como contrabando o defraudación. Además, un 28 % de las reclusas no tenía causa conocida, lo que refleja la inseguridad jurídica de la época. Muchas mujeres también fueron encarceladas por actividades de supervivencia en el contexto del intervencionismo autárquico, como el estraperlo o adulterar alimentos. Los expedientes de las mujeres encarceladas entre 1939 y 1945 revelan una evolución en los tipos de delitos por los que eran condenadas, así los delitos económicos y morales llegaron a superar a los de carácter político con el paso del tiempo.
En febrero de 1943 se dio la orden de supresión de la prisión y el traslado a los establecimientos penitenciarios de Central de Puig de "las mujeres de vida extraviada y penadas de corrupciones de menores", a Valencia las penadas políticas y comunes, mientras que a la cárcel provincial de Lérida se destinaban las arrestadas por la Fiscalía de Tasas y las presas preventivas.
Quince mujeres fallecieron en el convento prisión entre 1939 y 1942 por las pésimas condiciones en las que estaban presas. Elisa Cardona, la única mujer fusilada en la demarcación de Tarragona, pasó allí sus últimos meses de vida.
Otras prisiones para el cumplimiento de pena fueron la de Oblatas en Santander, Les Corts en Barcelona, la cárcel de Gerona, la prisión de Can Sales en Palma de Mallorca, la cárcel de Amorebieta y la Prisión Central de Saturrarán. A ellas eran enviadas las mujeres ya juzgadas en consejo de guerra.

## Vida en prisión
El convento estaba dividido en dos alas. El ala derecha estaba reservada a las presas de la provincia y el ala izquierda a las de fuera. Como el 20 de julio de 1936 recibió un primer contingente de treinta y cinco presas penadas –con tres niños y dos niñas- condenadas en su mayoría en Madrid, procedentes de la cárcel de Ventas que fueron conocidas como les madrilenyes, aunque procedieran de toda España. Esta prisión sirvió de escala en la conducción de presas hacia las prisiones centrales de Palma y Girona. Así tenemos el testimonio de Carmen Cuesta y Adelaida Abarca. También se sabe del paso de Purificación de la Aldea, Ángeles García Madrid, Josefina Amalia Villa y Soledad Real entre otras.
En noviembre de 1939 las autoridades tuvieron que permitir la entrada de comida del exterior ya que a efectos contables las presas solo contaban media ración y esto aumentaba su precariedad.

## Memoria histórica
- La cárcel fue recordada por Tomasa Cuevas, en su libro Testimonios de mujeres en las cárceles franquistas donde se recuerda las duras condiciones de vida de las presas.[7]

- Memòria de les oblidades es una obra de teatro en la que se rememora a cuatro presas de Las Oblatas en los años 1941 y 1942. Fue estrenada en 2018.[8] La obra está escrita y adaptada para la escena por Tecla Martorell.[9]
- El Ayuntamiento de Tarragona, a través de la consejería de Memoria Democrática, colocó en 2024 una placa informativa dando testimonio de la prisión convento.[10]
- Un libro recuerda la prisión con el título. Les Oblates, 1939-1941. Presó de dones de Tarragona de Josep Subirats  y un documental del mismo título de Pilar Poy.[11]